# Municipio de Cheltenham
El municipio de Cheltenham  (en inglés: Cheltenham Township) es un municipio ubicado en el condado de Montgomery en el estado estadounidense de Pensilvania. En el año 2000 tenía una población de 36.875 habitantes y una densidad poblacional de 1.576,5 personas por km².

## Geografía
El municipio de Cheltenham se encuentra ubicado en las coordenadas 40°04′00″N 75°06′59″O / 40.06667, -75.11639.

## Demografía
Según la Oficina del Censo en 2000 los ingresos medios por hogar en la localidad eran de $61,713 y los ingresos medios por familia eran $76,792. Los hombres tenían unos ingresos medios de $50,564 frente a los $36,439 para las mujeres. La renta per cápita para la localidad era de $31,424. Alrededor del 5,1% de la población estaban por debajo del umbral de pobreza.